# Sospita tyrannus
Sospita tyrannus är en fjärilsart som beskrevs av Grose-smith och Kirby 1897. Sospita tyrannus ingår i släktet Sospita och familjen juvelvingar. Inga underarter finns listade i Catalogue of Life.